# غوستافو غافيريا
غوستافو دي جيسوس غافيريا ريفيرو (بالإسبانية: Gustavo de Jesús Gaviria Rivero)‏ (25 ديسمبر 1949 - 11 أغسطس 1990)، وهو ابن عمة مهرب المخدرات الكولومبي الشهير بابلو إسكوبار. وصديق عمره وكان يعتبر العقل المدبّر لجميع عمليات تهريب المخدرات. كان يطلق عليه اسم أفعى ميدلين. كان غوستافو دي جيسوس غافيريا الصديق المقرب لبابلو اسكوبار. وهو رفيق درب بابلو منذ صغره حيث بدأت هذي العصابة المكونة من أقل من 12 شخصًا جميعهم أقارب فكان غوستافو مع أخوه بابلو يشكلون النواة الأولى لميدلين كارتييل.